# Lewski (obwód Pazardżik)
Lewski (bułg. Левски) – wieś w Bułgarii, znajdująca się w obwodzie Pazardżik, w gminie Panagjuriszte.
Wioska znajduje się na najbardziej północnym skraju Srednej Gory.